# 万朝镇
万朝镇，是中华人民共和国重庆市石柱土家族自治县下辖的一个乡镇级行政单位。

## 行政区划
万朝镇下辖以下地区：
万富村、万强村、万福村、万乐村、万兴村和万康村。